# Otuyo

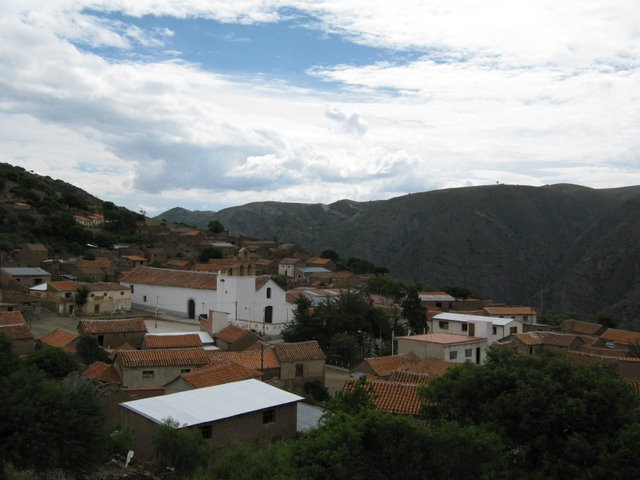
Otuyo.

Otuyo är  en ort i den bolivianska provinsen Cornelio Saavedra i departementet Potosí.